# Adoretus brahmanus
Adoretus brahmanus är en skalbaggsart som beskrevs av Ohaus 1914. Adoretus brahmanus ingår i släktet Adoretus och familjen Rutelidae. Inga underarter finns listade i Catalogue of Life.